# Ariana Austin Makonnen
Công chúa Ariana Austin Makonnen của Ethiopia  (nhũ danh Ariana Joy Lalita Austin, sinh ngày 6 tháng 1 năm 1984) là một nhà văn, nhà quản lý nghệ thuật và nhà từ thiện người Mỹ. Cô là thành viên của gia đình hoàng gia Ethiopia và Gia đình Solomon thông qua cuộc hôn nhân của cô với Hoàng tử Joel Dawit Makonnen, cháu chắt của Hoàng đế Haile Selassie I.

## gia đình
Makonnen sinh ngày 6 tháng 1 năm 1984 tại Washington, DC với Bobby William Austin, chủ tịch của Hiệp hội Hàng xóm và là giảng viên toàn thời gian người Mỹ gốc Phi đầu tiên tại Đại học Georgetown, và Joy Ford, giám đốc điều hành của Nhân văn DC, một chi nhánh của Quỹ nhân văn quốc gia. Cô là người gốc Phi và người gốc Guyana. Ông ngoại của cô, John Meredith Ford, là Thị trưởng của Georgetown, Guyana.

## Giáo dục và sự nghiệp
Makonnen học chuyên ngành văn học Anh tại Đại học Fisk và có bằng thạc sĩ về giáo dục nghệ thuật và viết sáng tạo từ Đại học Harvard. Sau khi học xong, cô chuyển đến Paris và làm giáo viên và nhà báo tự do. Lấy cảm hứng từ lễ hội nghệ thuật Pháp Nuit Blanche, cô thành lập và chỉ đạo Art All Night, một lễ hội nghệ thuật buổi tối ở Washington, DC với nghệ thuật thị giác, tranh vẽ trực tiếp, biểu diễn âm nhạc, chiếu sáng và đọc thơ. Năm năm sau khi bắt đầu Art All Night, Makonnen thành lập French Thomas, một cơ quan sáng tạo mà tạo ra những trải nghiệm văn hóa và giáo dục ở thành phố New York, Camden, New Jersey và Washington, DC Cô làm việc trong hoạt động từ thiện tại một bộ phận của Rockefeller Philanthropy Advisors và phục vụ như là Đại sứ thiện chí của những người bạn của Guyana. Cô đã làm việc như một nhà văn đóng góp cho HuffPost.
Vào tháng 11 năm 2018, Makonnen và chồng đã ra mắt Old World / New World Productions, một công ty truyền thông sản xuất phim tài liệu, phim truyện và chương trình truyền hình tập trung vào châu Phi và cộng đồng do Thái châu Phi.

## Cuộc sống cá nhân
Cô đã gặp Hoàng tử Joel Dawit Makonnen, cháu chắt của Hoàng đế cuối cùng của Ethiopia, tại hộp đêm Pearl ở Washington, DC vào tháng 12 năm 2005. Cô và Hoàng tử Joel Dawit Makonnen đính hôn vào năm 2014. Cặp đôi đã kết hôn vào ngày 9 tháng 9 năm 2017 trong một buổi lễ Chính thống giáo ở Debre Genet Medhanealem Nhà thờ Chính thống giáo Tewahido của người Do Thái ở Temple Hills, Maryland. Makonnen chuyển đổi sang Chính thống giáo Ethiopia ngay trước đám cưới. Đám cưới, được tổ chức bởi mười ba linh mục, đã được đăng trên tờ Thời báo New York và lan truyền, nhận được sự chú ý của quốc tế. Cặp đôi đã đăng quang trong buổi lễ. Hôn lễ được tổ chức tại Foxchase Manor ở Manassas, Virginia. Có hơn ba trăm khách tham dự đám cưới, bao gồm Hoàng tử Ermias Sahle Selassie, Hoàng tử Paul Makonnen, Hoàng tử Phillip Makonnen, Hoàng tử Beedemariam Makonnen, Công chúa Mary Asfaw Wossen, Johnnetta Cole, Sharon Pratt và Brandon Todd. Các lễ hội đám cưới kéo dài năm ngày, từ ngày 5 tháng 9 đến ngày 10 tháng 9 
Trước khi đám cưới của Hoàng tử Harry và Meghan Markle, phương tiện truyền thông được liệt kê Makonnen cùng với công chúa Angela của Liechtenstein, công chúa Keisha Omilana, công chúa Sikhanyiso Dlamini của Swaziland, Emma Thynn, tử tước Weymouth, Cécile de Massy, công chúa Sarah Culberson, và Monica von Neumann như những ví dụ hiện đại của phụ nữ hoàng gia và quý tộc da đen. Một sự hồi sinh của các bài viết về hoàng gia châu Phi và quý tộc của di sản châu Phi, bao gồm Makonnen, lưu hành sau đám cưới hoàng gia Anh.